# کایراهویری
کایراهویری (به اسپانیایی: Cairahuiri) یک کوه در پرو است که در منطقه ارکیپا واقع شده‌است. کایراهویری ۵٬۰۰۰ متر بالاتر از سطح دریا واقع شده‌است.